# VTJ Příbram
VTJ Příbram (celým názvem: Vojenská tělovýchovná jednota Příbram) byl československý vojenský klub ledního hokeje, který sídlil ve městě Příbram ve Středočeském kraji. Založen byl v roce 1962 pod názvem VTJ Dukla Příbram. Zanikl v roce 1991 po fúzi s civilním týmem Baníku Příbram. Největším úspěchem klubu byla celkem tříletá účast ve druhé nejvyšší soutěži (sezóny 1970/71–1971/72 a 1980/81).
Své domácí zápasy odehrával na zimním stadionu Příbram s kapacitou 5 700 diváků.

## Přehled ligové účasti
Stručný přehled
Zdroj: 
- 1969–1970: Divize – sk. D (3. ligová úroveň v Československu)
- 1970–1972: 1. ČNHL – sk. A (2. ligová úroveň v Československu)
- 1972–1973: Divize – sk. A (3. ligová úroveň v Československu)
- 1973–1976: 2. ČNHL – sk. A (3. ligová úroveň v Československu)
- 1976–1977: Divize – sk. A (4. ligová úroveň v Československu)
- 1977–1979: 2. ČNHL – sk. A (3. ligová úroveň v Československu)
- 1979–1980: Středočeský krajský přebor (3. ligová úroveň v Československu)
- 1980–1981: 1. ČNHL – sk. A (2. ligová úroveň v Československu)
- 1981–1983: Středočeský krajský přebor (3. ligová úroveň v Československu)
- 1983–1987: 2. ČNHL – sk. b (3. ligová úroveň v Československu)
- 1987–1991: 2. ČNHL – sk. A (3. ligová úroveň v Československu)

Jednotlivé ročníky
Zdroj: 
Legenda: ZČ – základní část, červené podbarvení – sestup, zelené podbarvení – postup, fialové podbarvení – reorganizace, změna skupiny či soutěže
| Československo (1969 – 1991) |                            |           |           |                                     |               |
| Sezóny                       | Soutěž                     | Úroveň    | ZČ        | Play-off, nadstavba, sk. o udržení… | Poznámky      |
| 1969/70                      | Divize – sk. D             | 3. úroveň | 1. místo  | Kvalifikace o ČNHL (1. místo)       | Postup        |
| 1970/71                      | 1. ČNHL – sk. A            | 2. úroveň | 13. místo |                                     |               |
| 1971/72                      | 1. ČNHL – sk. A            | 2. úroveň | 16. místo |                                     | Sestup        |
| 1972/73                      | Divize – sk. A             | 3. úroveň | 1. místo  |                                     | Reorganizace  |
| 1973/74                      | 2. ČNHL – sk. A            | 3. úroveň | 5. místo  |                                     |               |
| 1974/75                      | 2. ČNHL – sk. A            | 3. úroveň | 6. místo  |                                     |               |
| 1975/76                      | 2. ČNHL – sk. A            | 3. úroveň | 8. místo  |                                     | Sestup        |
| 1976/77                      | Divize – sk. A             | 4. úroveň | 1. místo  |                                     | Postup        |
| 1977/78                      | 2. ČNHL – sk. A            | 3. úroveň | 4. místo  |                                     |               |
| 1978/79                      | 2. ČNHL – sk. A            | 3. úroveň | 4. místo  |                                     | Reorganizace  |
| 1979/80                      | Středočeský krajský přebor | 3. úroveň | 1. místo  |                                     | Postup        |
| 1980/81                      | 1. ČNHL – sk. A            | 2. úroveň | 10. místo | Skupina o udržení A (6. místo)      | Sestup        |
| 1981/82                      | Středočeský krajský přebor | 3. úroveň | 1. místo  |                                     |               |
| 1982/83                      | Středočeský krajský přebor | 3. úroveň | 2. místo  |                                     | Reorganizace  |
| 1983/84                      | 2. ČNHL – sk. B            | 3. úroveň | 4. místo  |                                     |               |
| 1984/85                      | 2. ČNHL – sk. B            | 3. úroveň | 3. místo  |                                     |               |
| 1985/86                      | 2. ČNHL – sk. B            | 3. úroveň | 2. místo  |                                     |               |
| 1986/87                      | 2. ČNHL – sk. B            | 3. úroveň | 3. místo  |                                     | Změna skupiny |
| 1987/88                      | 2. ČNHL – sk. A            | 3. úroveň | 4. místo  |                                     |               |
| 1988/89                      | 2. ČNHL – sk. A            | 3. úroveň | 2. místo  |                                     |               |
| 1989/90                      | 2. ČNHL – sk. A            | 3. úroveň | 2. místo  | Kvalifikace o 1. ČNHL (2. místo)    |               |
| 1990/91                      | 2. ČNHL – sk. A            | 3. úroveň | 4. místo  | Semifinálová skupina A (2. místo)   |               |